# The Floor
The Floor – polski teleturniej oparty na holenderskim formacie o tej samej nazwie emitowany na antenie TVN od 2025 roku. Jego uczestnicy próbują przejmować pola rywali na polu gry – tytułowej podłodze – w pojedynkach polegających na odgadywaniu, co przedstawiono na wyświetlaczu. Prowadzącym program został Mikołaj Roznerski.

## Produkcja
Teleturniej powstał na bazie holenderskiego formatu z biblioteki koncernu Talpa, który w ciągu dwóch lat od premiery zyskał lokalne wersje w około dwudziestu krajach. Produkcję polskiej wersji programu powierzono przedsiębiorstwu Rochstar, jej reżyserem został Rinke Rooyens.
Całą pierwszą serię programu nagrano w połowie kwietnia 2025 roku w ciągu trzech dni zdjęciowych w studiu zlokalizowanym w miejscowości Hilversum pod Amsterdamem, w którym powstają także wersje formatu dla innych krajów.

## Zasady gry
Teleturniej zakłada rywalizację stu uczestników na multimedialnej podłodze LED. Każdy gracz zajmuje jedno ze stu pól na tytułowej podłodze, do którego przypisana jest kategoria pytań, dostosowana do zadeklarowanych wcześniej zainteresowań i wiedzy zawodnika. Losowo wybrany gracz wskazuje jedną osobę spośród rywali znajdujących się na sąsiednich polach i toczy z nią pojedynek.
Pytania pochodzą z kategorii osoby wyzywanej na pojedynek. Kategorie dotyczą różnych zagadnień wiedzy ogólnej: mogą to być np. sportowcy, aktorzy, architektura, zawody, zdrowie, stolice państw, rasy kotów czy fauna i flora. Wszystkie zagadki wyświetlają się na telebimie i zazwyczaj przybierają formę grafik, a zadaniem graczy jest powiedzenie, co dana grafika przedstawia.
Uczestnicy pojedynku mają swoje zegary, które na początku wskazują 45 sekund. Gdy gracz udzieli poprawnej odpowiedzi, jego zegar zatrzymuje się i czas zaczyna odmierzać zegar rywala. Gracze mogą zgadywać tak długo, aż udzielą poprawnej odpowiedzi (błędne odpowiedzi nie są karane). Uczestnik może pominąć daną zagadkę i przejść do kolejnej (mówiąc np. „pas”), ale wtedy traci trzy sekundy. Uczestnik, którego zegar wcześniej skończy odmierzać 45 sekund, odpada z gry, a zwycięzca pojedynku przejmuje wszystkie jego pola.
Zwycięzca pojedynku może zdecydować, czy kontynuuje rywalizację, czy wraca na swoje pole na tytułowej podłodze. Uczestnik, który wygra trzy pojedynki z rzędu, otrzymuje ułatwienie w postaci dodatkowych pięciu sekund, które będzie mógł doliczyć do swojego zegara przy dowolnie wybranym rozgrywanym przez siebie pojedynku (wtedy wyjątkowo będzie miał 50 sekund na pojedynek).

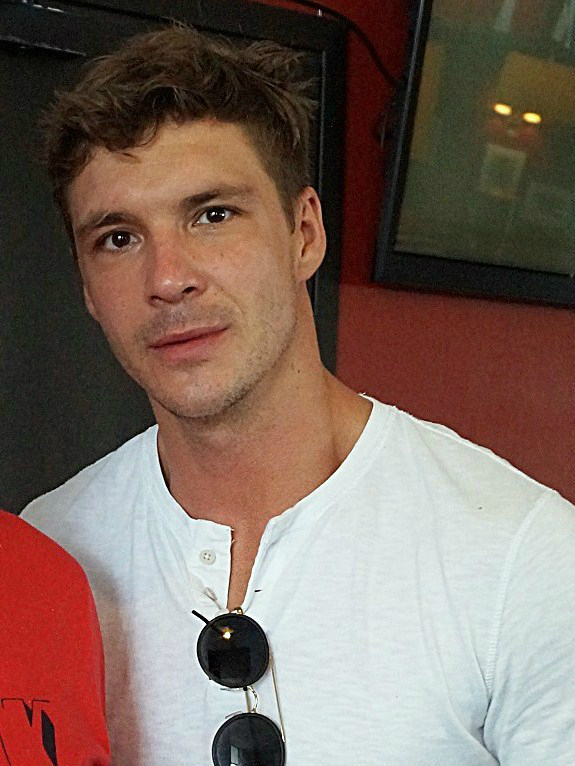
Mikołaj Roznerski, prowadzący program

### Nagrody
Na jeden odcinek programu przypada osiem pojedynków (w dziewięciu odcinkach) lub dziewięć pojedynków (w trzech odcinkach). Uczestnik, który na koniec odcinka zajmuje największe pole, wygrywa 10 000 złotych i drobne nagrody rzeczowe od sponsora (w przypadku remisu nagroda jest dzielona). Zawodnik, który wygrywa ostatni pojedynek całej serii programu, a tym samym przejmuje wszystkie sto pól, zdobywa nagrodę główną, czyli 100 000 złotych.

## Emisja programu
| Seria      | Seria | Odcinki    | Sezon       | Edycja | Początek emisji | Koniec emisji   | Pora emisji                 | Źródło |
| ---------- | ----- | ---------- | ----------- | ------ | --------------- | --------------- | --------------------------- | ------ |
|            | 1.    | 1–12 (12)  | wiosna 2025 | 1.     | 20 maja 2025    | 12 czerwca 2025 | wtorek–czwartek 20.55       | [ 4 ]  |
|            | 2.    | 13–32 (20) | jesień 2025 | 2.     | 1 września 2025 | bd.             | poniedziałek–czwartek 20.55 | [ 5 ]  |
|            | bd.   | 33–52 (20) | jesień 2025 | 3.     | bd.             | bd.             | poniedziałek–czwartek 20.55 | [ 5 ]  |
| 53–72 (20) | bd.   | 4.         | jesień 2025 | bd.    | bd.             |                 | poniedziałek–czwartek 20.55 | [ 5 ]  |

Ponadto w momencie planowego rozpoczęcia emisji w telewizji kolejne odcinki programu ukazują się także w serwisach Player i Max.
W czerwcu 2025 ogłoszono casting do drugiej edycji programu, a w sierpniu poinformowano, że jej emisja ma się odbywać cztery razy w tygodniu począwszy od września. Zaplanowano realizację trzech edycji konkursu w letniej transzy nagrań.

## Oglądalność w telewizji linearnej
Uwaga: Informacje dotyczące oglądalności opracowano na podstawie badań przeprowadzanych przez przedsiębiorstwo Nielsen. Odnoszą się one wyłącznie do pierwszych emisji telewizyjnych – nie uwzględniają oglądalności powtórek, wyświetleń w serwisach wideo na życzenie (np. Player, Max) itp.
Odczyt oglądalności pierwszego odcinka teleturnieju wyniósł średnio 1,06 mln widzów. Średnia oglądalność (OOH) całej serii programu wyniosła 1,3 mln osób (co przełożyło się na 10,9% udziału nadawcy w paśmie). Odczyt oglądalności (OOH) finałowego odcinka pierwszej serii wyniósł średnio 1,59 mln widzów.

## Zwycięzcy poszczególnych edycji
1. Jakub Dominiak[12]